# 亚历山大·达尼洛维奇·缅什科夫
亚历山大·达尼洛维奇·缅什科夫（俄语：Алекса́ндр Дани́лович Ме́ншиков，1673年11月16日—1729年11月23日) ，生於俄罗斯帝国莫斯科，彼得大帝在位时期及其后俄国著名政治人物。因有军事和行政才能，在俄罗斯帝国权势极大，但其贪婪和野心最终导致他的倒台。

## 生平

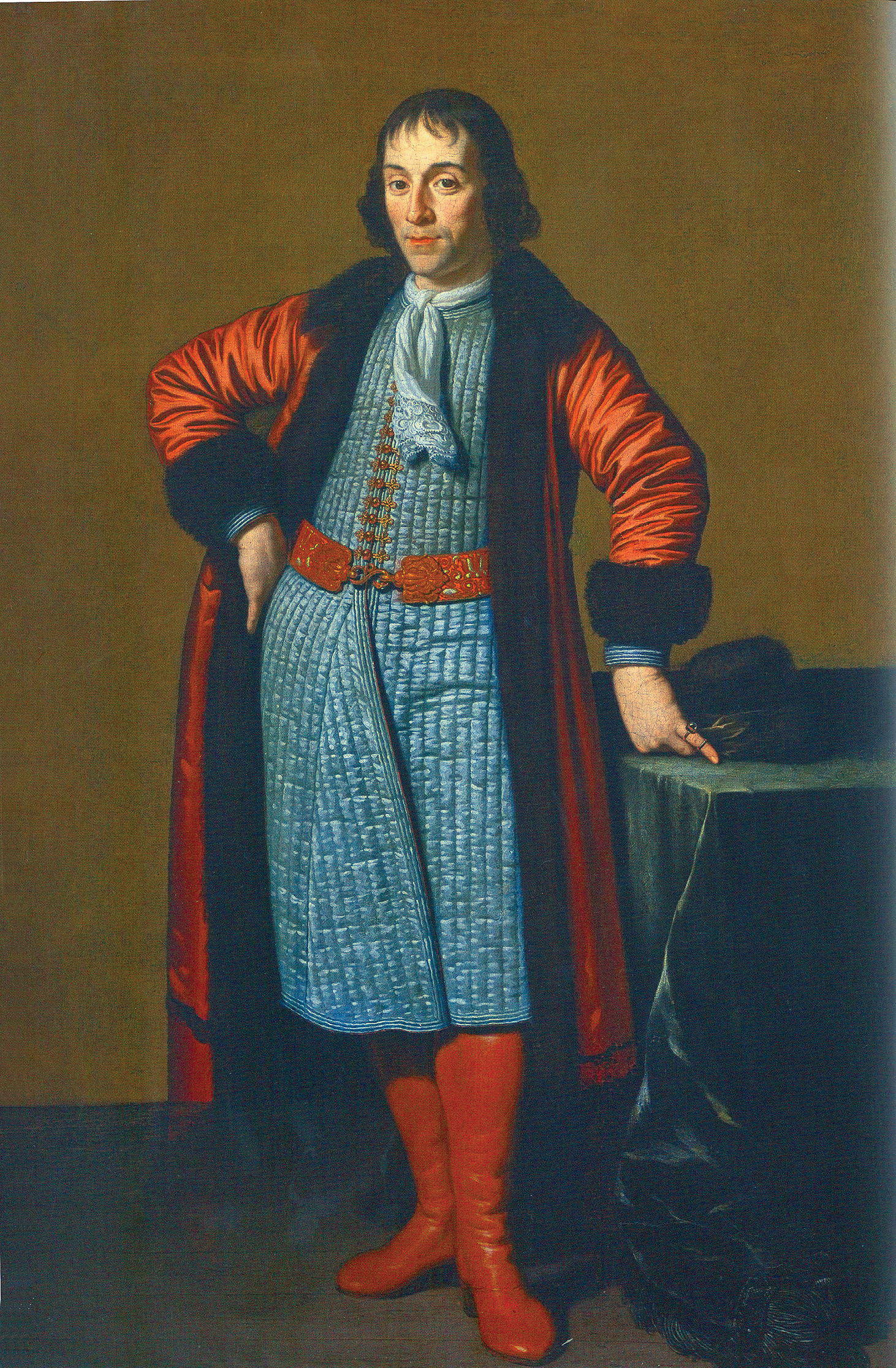
米希尔·范米瑟尔所作的缅什科夫肖像画 (1698)

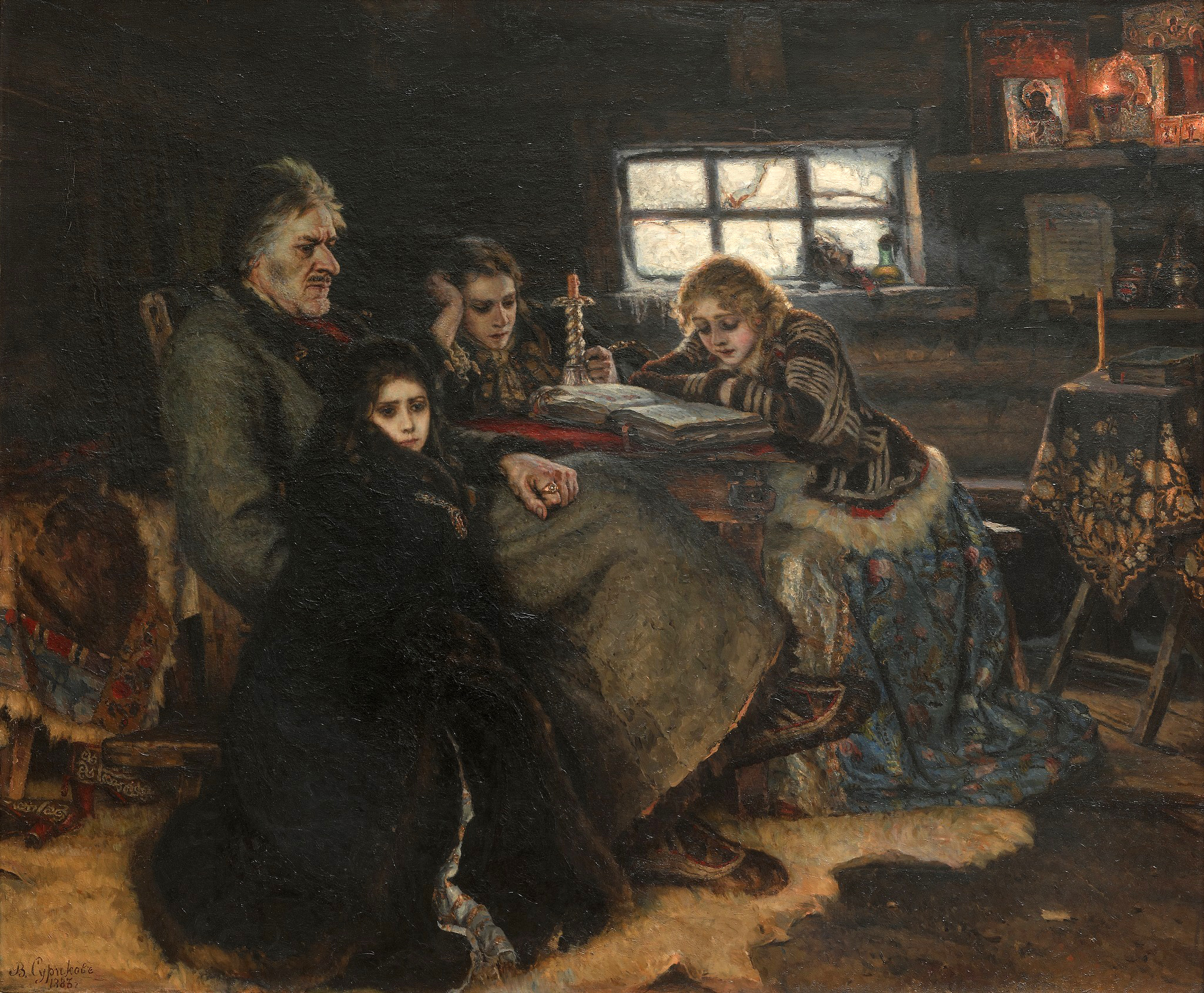
遭流放的缅什科夫一家.

缅什科夫1673年11月16日［儒略曆11月6日］出生于莫斯科，出身寒微。1686年进入宫中，任彼得一世的侍从，不久成为沙皇的亲信。1700年起指挥抗击瑞典人的北方战争，屡建奇功，获陆军元帅称号。1714年以后由于贪赃枉法而声名狼藉。1725年彼得一世的遗孀叶卡捷琳娜成为女皇，他因博得女皇的恩宠而成为俄国实际上的君主。两年后叶卡捷琳娜病重，他又支持彼得大帝的孙子彼得二世，并且准备把女儿嫁给这位青年沙皇。但是他的政敌鼓动彼得二世下令褫夺他的官职和财产，将他流放到西伯利亚。1729年11月23日［儒略曆11月12日］，在流放地死去。

## 子女

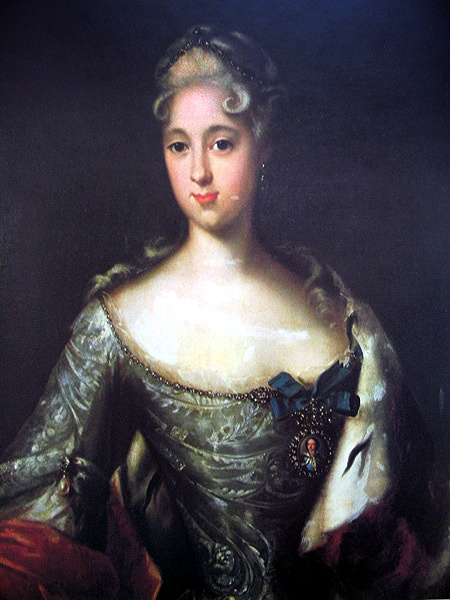
缅什科夫的长女玛丽亚公主，与未来的彼得二世订婚，但后来与父亲一起遭流放.

1. 玛丽亚·亚历山德罗芙娜公主 (1711年12月26日 - 1729年) 与彼得大公订婚，后流放途中死于天花.
2. 亚历山德拉·亚历山德罗芙娜公主 (1712年12月17日 - 1736年9月13日) 嫁给古斯塔夫·冯·比隆（Gustav von Biron），恩斯特·约翰·冯·比隆兄弟，死于难产.
3. 因格里亚公爵历山大·亚历山德罗维奇·缅什科夫亲王 (1714年3月 - 1764年11月27日) 与娜塔尔娅·阿列克谢耶夫娜女大公订婚，但最后与伊丽莎白·彼得罗夫娜·嘉莉奇娜公主（Elizaveta Petrovna Galitzina）结婚。

## 缅什科夫宫

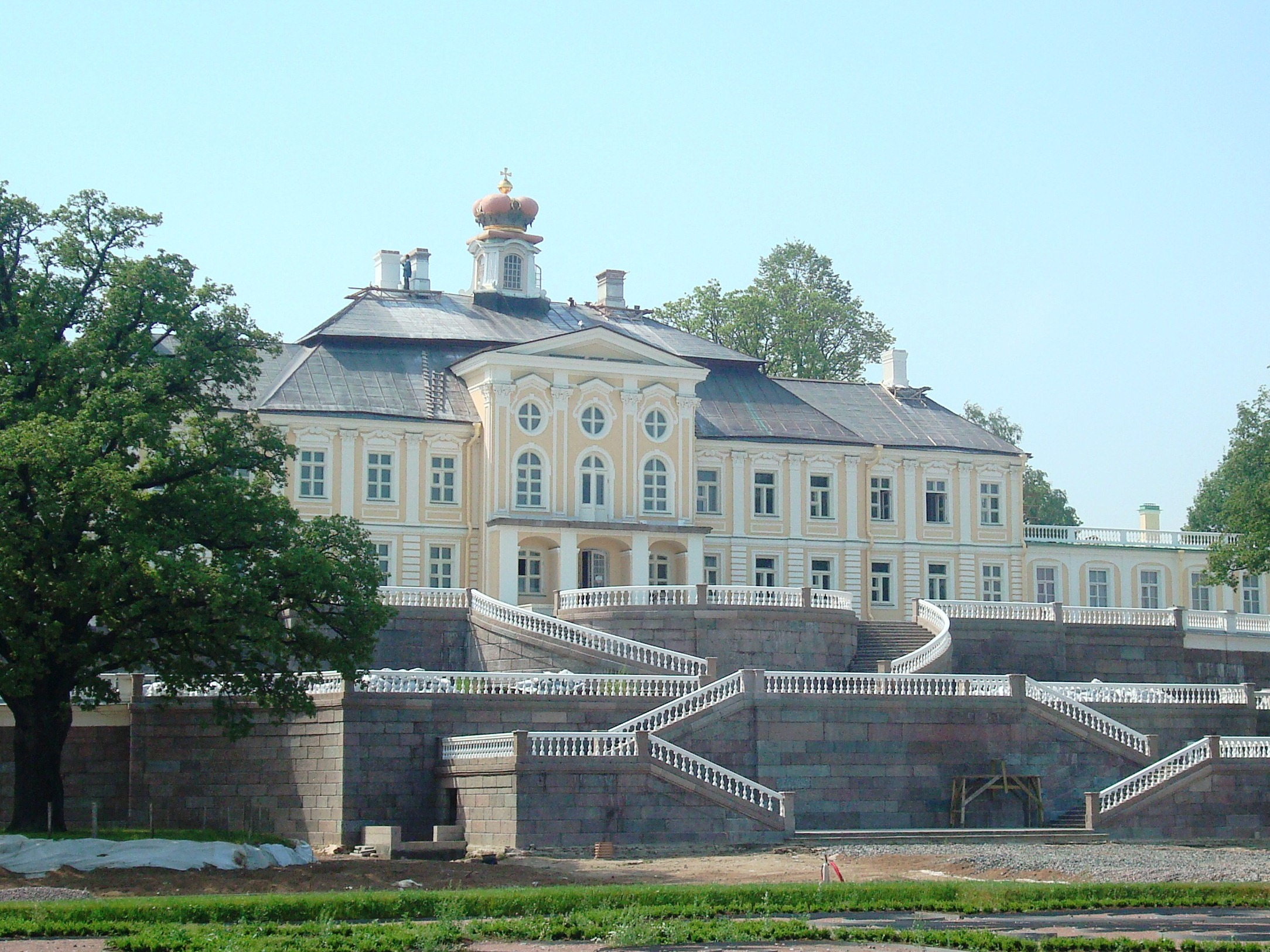
罗蒙诺索夫的奧拉寧鮑姆宮
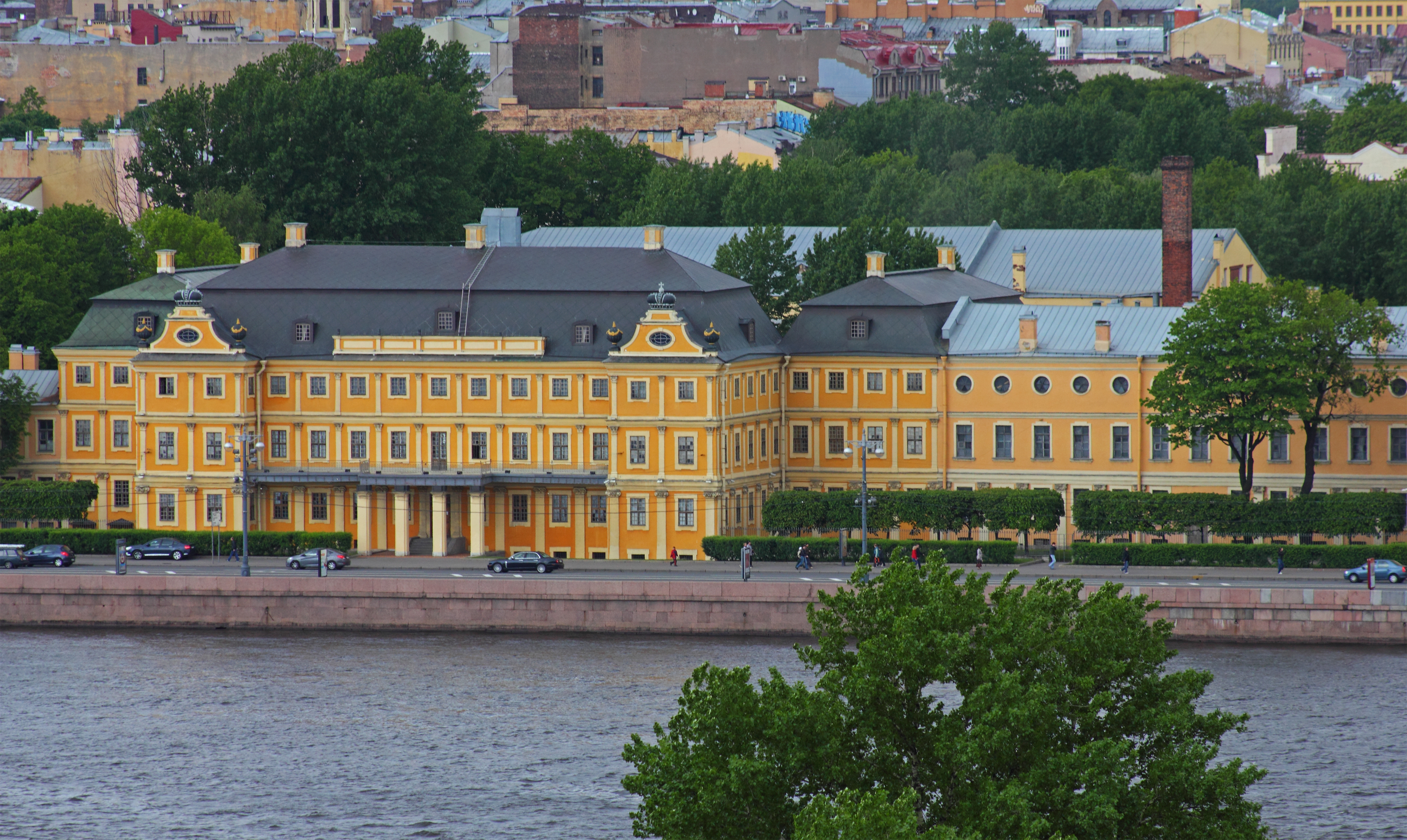
圣彼得堡的缅什科夫宫